# 간베촌 (지바현)
간베촌(神戸村)은 지바현 아와군에 일찍이 존재했던 촌이다. 현재의 다테야마시 남부에 해당한다.

## 역사
- 1889년 4월 1일 - 정촌제 시행에 의해 아와군 간베촌이 성립하였다.
- 1954년 5월 3일 - 도미사키촌, 도요후사촌, 니시자키촌, 고코노에촌, 다테노촌과 함께 다테야마시에 편입해, 동일 간베촌은 폐지되었다.

## 경제
1888년에 기록된 분합조서(分合調書)에 따르면 농업이 주산업이었으며, 1926년의 『아와군지(安房郡誌)』에 따르면 근래에 채소와 과수 재배가 활발해졌으며 특히 채소 촉성 재배가 발전하고 있다고 한다.

## 관련링크
- 지바현 아와군 간베촌 (12B0020017) -  역사적 행정구역 데이터세트 베타 버전